# Elatine triandra
Elatine triandra é uma espécie de planta com flor pertencente à família Elatinaceae. 
A autoridade científica da espécie é Schkuhr, tendo sido publicada em Botanisches Handbuch 1: 345–346. 1791.

## Portugal
Trata-se de uma espécie presente no território português, nomeadamente em Portugal Continental.
Em termos de naturalidade é nativa da região atrás indicada.

## Protecção
Não se encontra protegida por legislação portuguesa ou da Comunidade Europeia.